# Rossano Galtarossa
Rossano Galtarossa, né le 6 juillet 1972 à Padoue, est un rameur italien.

## Palmarès

### Jeux olympiques
- Jeux olympiques d'été de 1992 à Barcelone,  Espagne
  -  Médaille de bronze en quatre de couple
- Jeux olympiques d'été de 2000 à Sydney,  Australie
  -  Médaille d'or en quatre de couple
- Jeux olympiques d'été de 2004 à Athènes,  Grèce
  -  Médaille de bronze en deux de couple
- Jeux olympiques d'été de 2008 à Pékin,  Chine
  -  Médaille d'argent en quatre de couple

### Championnats du monde d'aviron
- Championnats du monde d'aviron 1993 à Radice,  République tchèque
  -  Médaille de bronze en quatre de couple
- Championnats du monde d'aviron 1994 à Indianapolis,  États-Unis
  -  Médaille d'or en quatre de couple
- Championnats du monde d'aviron 1995 à Tampere,  France
  -  Médaille d'or en quatre de couple
- Championnats du monde d'aviron 1997 à Aiguebelette,  France
  -  Médaille d'or en quatre de couple
- Championnats du monde d'aviron 1998 à Cologne,  Allemagne
  -  Médaille d'or en quatre de couple
- Championnats du monde d'aviron 2001 à Lucerne,  Suisse
  -  Médaille de bronze en deux de couple
- Championnats du monde d'aviron 2002 à Séville,  Espagne
  -  Médaille de bronze en quatre de couple
- Championnats du monde d'aviron 2003 à Milan,  Italie
  -  Médaille d'argent en deux de couple